# Völsungacykeln
Völsungacykeln är en grupp nordiska legender, återberättade bland annat i Völsungasagan och i Poetiska Eddan.  Många olika berättelser ingår i cykeln, men centralt i den står berättelsen om Sigurd Fafnersbane. 
Delar av den har även skrivits ned på medelhögtyska i form av eposet Nibelungenlied.